# Little Willie

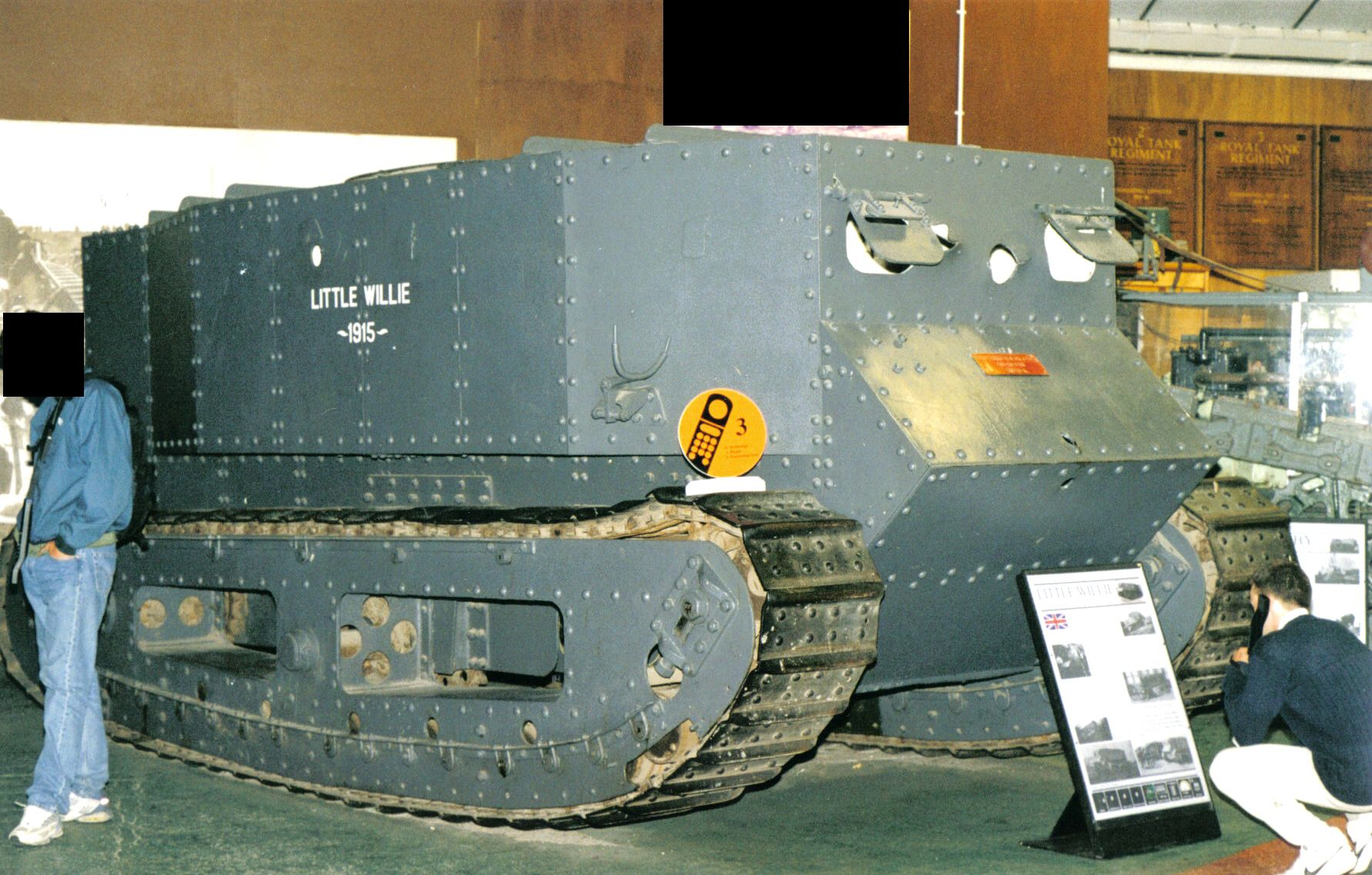
"Маленький Віллі" з правого борту

Little Willie («Маленький Віллі» або «Малюк Віллі») — перший в історії працездатний прототип танка, побудований в 1915 році у Великій Британії. «Маленький Віллі» є найстарішим зі збережених танків і зберігається як один з найвідоміших експонатів у колекції Танкового музею у Бовінгтоні.

## Історія створення
З початком Першої світової війни полковник Ернст Свінтон був посланий на Західний фронт, щоб надсилати звіти про перебіг бойових дій. Після спостереження за першими битвами, де один кулеметник міг убити значну кількість піхотинців, що наступають на ворожі траншеї, Свінтон написав, що бензинові трактори на гусеничному ході із захисними залізними пластинами здатні протистояти вогню кулеметів, могли б перевернути ситуацію на фронті.
Пропозиція Свінтона була відкинута генералом сером Джоном Френчем та його науковими радниками. Відмовившись прийняти поразку, полковник Свінтон зв'язався з полковником Моріцом Ганкі, який передав цю ідею морському міністрові Вінстону Черчиллю. Черчилль був вражений ідеями Свінтона і в лютому 1915 року він створив Комітет із сухопутних кораблів для розробки нової військової машини, який погодився з пропозицією Свінтона й написав специфікацію для нової машини.
Зрештою, лейтенанту Волтеру Гордону Вілсону з морської авіації та Вільяму Тріттону з компанії William Foster & Co. Ltd. було поставлено завдання створення невеликого наземного корабля. Побудованій у великій секретності, машині було надано кодове ім'я «танк Свінтона».
Будівництво прототипу розпочалося 11 серпня 1915 року. 16 серпня Трітто вирішив встановити за кормою двоколісний кермовий візок, який повинен був суттєво покращити керованість. 9 вересня 1915 року «Лінкольнська машина № 1» (англ. Lincoln Machine No.1), здійснила свій перший випробувальний пробіг по двору заводу Wellington Foundry. Відразу ж виявився цілий ряд недоліків. По-перше, гусениці були пласкими та створювали значний опір під час поворотів. Підвіску змінили таким чином, щоб нижній профіль гусениці став опуклим, після цього  поворот значно покращився. По-друге, при подоланні траншеї гусениця провисала і зісковзувала з котків. Траки гусениці також не витримували вагу машини (близько 16 тонн). Тріттон і Вілсон випробували декілька варіантів гусениці з альтернативною будовою траків. 22 вересня Тріттон придумав надійну, хоча й надзвичайно примітивну систему, де кожен трак складався з двох частин: плоска штампована сталева основа, до якої заклепками приєднана кована рама, яка була напрямною для котків і мала шарнір для з'єднання із наступним траком. Ці напрямні допускали його рух тільки в одній площині та не дозволяли гусениці провисати. Таким чином, гусениця була жорстко прикріплена до рами котка. Рами ж прикріплювалися до корпусу танка з допомогою валів, допускалося їх незначне зміщення щодо корпусу. Конструкція виявилася вдалою і застосовувалася на британських танках аж до моделі Mark VIII.
Перший прототип «наземного корабля», названий Little Willie, був продемонстрований Ернсту Свінтону та Комітету з сухопутних кораблів 11 вересня 1915 року.
Хоча він ніколи не бачив бойових дій, Little Willie став великим кроком вперед у військовій техніці, бувши першим завершеним прототипом танка.

## Опис конструкції
Більшість механічних компонентів, включаючи радіатор, були пристосовані від важкого артилерійського тягача виробництва Foster-Daimler. Машина обладнана двигуном «Даймлер» потужністю 105 к.с., підвіска з двома паливними баками розташована позаду, що залишало достатньо місця під передбачувану башту з двофунтовою гарматою «Вікерс». У корпусі могли бути встановлені до шести кулеметів (спочатку передбачалися кулемети Мадсена, потім зупинилися на двох 7,7-мм кулеметах «Вікерс»). Головна гармата мала великий боєзапас до 800 пострілів.
Дослідна машина не мала повноцінної сталевої броні, лише своєрідний «ковпак» із пластин, проте проєкт передбачав 6-мм броньове покриття.
У передній частині танка на сидіннях могли сидіти два механіки: один керував кермом, що розвертає колісний хвіст, педалями зчеплення (C) і гальма (B), головною трансмісією та перемиканням швидкостей, інший керував важелями лівого та правого стрічкового гальма, дозволяючи пригальмовувати одну гусеницю для здійснення повороту. Внаслідок цього другий водій під час руху міг здійснювати спостереження та стріляти з кулемета через передню круглу амбразуру. Ще принаймні двоє мали займатися гарматним озброєнням, плюс дві людини — кулеметним. Таким чином екіпаж не міг бути меншим за чотири-шість осіб. Максимальна швидкість, вказана Тріттоном, не могла перевищувати дві милі на годину.

## Доля
Після війни «Маленький Віллі» було вирішено зберегти для наступних поколінь. У 1940 році його захистили від утилізації на металобрухт, і зараз танк демонструється в Танковому музеї в Бовінгтоні. Зараз це переважно порожній корпус без внутрішніх систем. Протягом решти Першої світової війни деякі екіпажі танків продовжували неофіційно називати свої транспортні засоби «Віллі» або «автобуси». У 1922 році Королівський танковий полк прийняв народну пісню під назвою «My Boy Willie» як свій полковий марш.